# Sitnica
Sitnica (albánsky Sitnicë/Sitnica, srbskou cyrilicí Ситница) je 90 km dlouhá řeka, která protéká centrální částí Kosova. Vlévá se do řeky Ibar u Kosovské Mitrovice a je nejdelší řekou protékající celým Kosovem.

## Název
Název je slovanského (srbského) původu a pochází z přídavného jména sitno, tedy drobný, označuje drobnou řeku.

## Vodní režim a charakteristika
Řeka značně meandruje a její koryto se v minulosti značně měnilo. Historický Vojinovićův most ve Vučitrnu byl vybudován právě přes řeku Sitnici. Vlivem posunu vodního toku se ale nakonec ocitl na souši.
Na svém ústí do Ibaru v blízkosti Kosovské Mitrovice má průtok 9,5 m³/s.

## Průběh toku
Řeka Sitnica pramení u nádrže Sazlija severně od města Uroševac (Ferizaj).
Sitnica jako hlavní řeka kosovské krajiny teče většinou na sever, po západních svazích pohoří Žegovac (z něhož přitéká zprava jako přítok Žegovska Reka). Jižně od Lipljanu protéká kolem obcí Muhadžer Talinovac, Muhadžer Babuš, Robovce (kde přijímá řeku Shtime jako svůj levostranný přítok), dále potom Topličane, Gracko, Mali Alaš a město Lipljan. Řeka pokračuje na sever mezi vesnicemi Suvi Do, Skulanovo, Radevo a Batuse, kde vstupuje do rovinaté krajiny v okolí metropole Prištiny. Do Sitnice přitékají její nejvýznamnější přítoky: zprava silně znečištěná Gračanka a Prištevka a zleva Drenica z Drenické kotliny.
Řeka protéká západně od prištinských předměstí Kosovo Polje a Obilić a obcí Plemetina, mezi pohořím Čičavica na západě a nejsevernějšími svahy pohoří Kopaonik na východě. Sitnica opouští rovinatou krajinu jako nejvíce znečištěná řeka v oblasti, zvláště je proslulá vysoce toxickými úniky fenolu. Znečištění dále proniká do dalších řek v centrálním Srbsku. Sitnica od Kosova Polje pokračuje na severozápad, podél obcí Prilužje, Mijalić, Pestovo (kde přijímá další přítok zprava, tentokrát zvaný Slakovačka), kolem města Vučitrnu, vesnic Senjak, Veliki Kičić a Malo Kičiće. Do Ibaru se vlévá u Kosovské Mitrovice jako jeho pravostranný přítok.

## Přítoky
Toto je seznam přítoků řeky Sitnice od jejího pramene až po ústí:
- Štimljana
- Žegrova
- Janjevský potok
- Slaný potok
- Magurský potok
- Gračanka
- Drenica
- Prištevka
- Lab
- Trstena

## Historie
Ve 14. století, kdy bylo dnešní Kosovo pod vládou krále Milutina, byl v Kosovu vykopán kanál, který spojoval ji a řeku Nerodimku. Vznikla bifurkace řeky Nerodimky a její vody tak tečou nejen do Egejského moře, ale i do řeky Sitnice, následně do Ibaru a Černého moře. Po druhé světové válce byl kanál zasypán.
V minulosti byla řada slepých ramen řeky zasypána a později upravena tak, aby bylo možné získat více půdy pro zemědělství. Na mnoha místech, především na svém horním toku, byla napřímena. V blízkosti města Lipljan okolo ní byly vybudovány také hráze, které chrání město a okolní vesnice před možnými povodněmi.
V souvislosti s rozsáhlou povrchovou těžbou severozápadně od hlavního města Kosova, Prištiny, byla řeka přeložena do nového koryta, neboť pod původním se nachází doly.
V období existence socialistické Jugoslávie se předpokládalo, že Sitnica se stane hlavní součástí rozsáhlého projektu Hydrosystém Ibar-Lepenac, který měl počítat s regulací a vodními díly. Voda by se využívala na zemědělství a výrobu elektrické energie ale nic z toho nakonec nebylo uskutečněno.